# Funmi Falana
Pour les articles homonymes, voir Falana (homonymie).
Funmi Falana est une juriste nigériane, militante des droits des femmes,. Elle est directrice nationale d'une structure d'autonomisation des femmes et de l'aide juridique (WELA), une organisation non gouvernementale qui défend les droits des femmes et des enfants,.